# Impérial (1803)
Pour les autres navires du même nom, voir Vengeur (navire) et Impérial (1811).
Le Peuple, renommé le Vengeur puis l’Impérial est un navire de guerre en service dans la Marine française de 1803 à 1806.
Comme son successeur l'Impérial (1811), c'est un vaisseau de ligne de premier rang, portant 118 canons sur trois ponts.

## Dix ans sur cale à Brest
Le 17 octobre 1793, un nouveau vaisseau de 118 canons est mis en chantier à Brest ; il est baptisé dans un premier temps le Peuple.
Construit selon le schéma de chevalier de Borda (inspecteur des constructions navales), d'après les plans de l'ingénieur Jacques-Noël Sané et sous la direction de l'ingénieur Ozanne, l’Impérial est un trois-ponts de plus de 5 000 tonnes et de 124 pièces d'artillerie :
- 32 canons de 36 livres dans sa première batterie ;
- 34 canons de 24 livres dans sa deuxième batterie ;
- 34 canons de 18 livres[2] dans sa troisième batterie ;
- 18 canons de 8 livres et 6 caronades de 36 livres sur les gaillards. 
Le poids total d'une bordée est de 1 470 livres de boulets.

Le 21 juin 1794, après le vote d'une loi spéciale rendant hommage au 74 canons le Vengeur du Peuple coulé par les Britanniques, héroïquement selon la propagande, lors de la bataille de Prairial (1er juin 1794), et encore sur cale, il est rebaptisé le Vengeur. Ce nouveau Vengeur est lancé le 1er octobre 1803 et mis en service dans la Marine du Consulat le mois suivant.
Il est enfin renommé l’Impérial le 4 décembre 1805 à l'occasion de l'anniversaire du sacre de l'Empereur des Français et au lendemain de la bataille d'Austerlitz.

## La campagne de l'Atlantique (1805-1806)

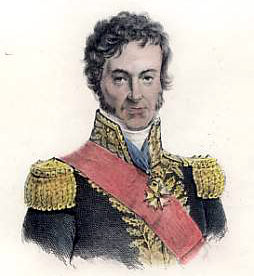
Le vice-amiral Corentin de Leissègues.

En décembre 1805, après la très éprouvante campagne de Trafalgar (1805), l'amirauté britannique décide de relâcher quelque peu la surveillance de la Manche et du golfe de Gascogne. Estimant que la flotte française, qui venait de subir de très lourdes pertes (pas moins d'une quinzaine de vaisseaux de ligne capturés ou ayant sombré, le reste de l'escadre franco-espagnole, en état désastreux, restant durablement bloqué à Cadix) ne représentait plus de danger majeur pour le Royaume-Uni, et serait bien incapable d'entreprendre une opération d'envergure sur l'Atlantique. 
C'était oublier que les escadres de Brest, le principal arsenal sur l'Atlantique, n'avaient pas été engagées et restaient intactes.
Pour profiter du relâchement de la Royal Navy, Napoléon ordonne à deux escadres, sous les ordres du contre-amiral Willaumez pour l'une et du vice-amiral Leissègues, pour la seconde, de quitter Brest en direction des Caraïbes et de croiser dans l'Atlantique pour couper la route aux convois vers l'Angleterre, en évitant autant que possible la confrontation avec les flottes britanniques.
C'est ainsi que le 13 décembre 1805, l’Impérial, portant la marque du contre-amiral Corentin de Leissègues, commandé par le capitaine de vaisseau Bigot, quitte Brest à la tête d'une escadre composée de quatre autres vaisseaux de ligne, le 80 canons l’Alexandre, et les 74 canons le Diomède, le Jupiter et le Brave ; ainsi que deux frégates, la Comète et la Félicité, et une corvette, la Diligente. L'escadre a, en outre, la mission de porter des renforts au général Jean-Louis Ferrand qui tient encore une partie de l’est de Saint-Domingue.
Après quelque 40 jours de traversée, pendant laquelle sont capturés quelques navires faisant convoi vers l'Angleterre, l’Impérial et son escadre arrivent devant Santo Domingo. Leissègues y laisse les troupes et entreprend les réparations des avaries dues à une tempête subie lors de la traversée, le 25 décembre, du côté des Açores.

## Bataille de San Domingo (1806)

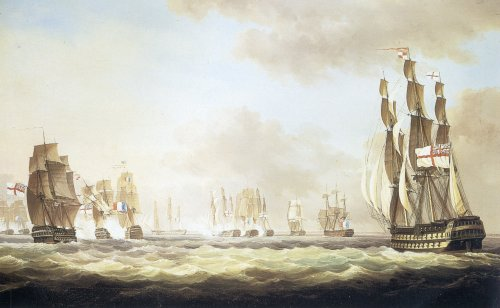
Thomas Lyde Hornbrook, La bataille de San Domingo, le 6 février 1806.

Le 6 février à 6 heures du matin, alors que les réparations ne sont pas encore véritablement terminées, une escadre britannique commandée par le vice-amiral Sir John Thomas Duckworth, composée de sept vaisseaux de ligne et de quatre frégates, est signalée. Surpris par la présence de cette flotte, Leissègues ordonne immédiatement de quitter le mouillage. « Élève du bailli de Suffren, dit-il, j'ai appris de lui à ne jamais compter mes ennemis » et mettant cap à l'ouest en direction de Nizao, il ordonne sa flotte selon une ligne de bataille, l’Impérial se plaçant derrière l’Alexandre, suivi du Diomède puis du reste de la flotte. C'est sur ces vaisseaux de tête que Duckworth, concentrera d'abord le tir.
Pris à partie par l'HMS Spencer (74 canons), puis le navire amiral de Sire Duckworth l'HMS Superb (74 canons), l’Impérial fait déferler sa puissance de feu sur celui-ci. C'est alors que s'intercale l'HMS Northumberland (74 canons) pour protéger son amiral. Le 118 canons français lui cause des dégâts considérables, qui le mettent quasiment hors de combat. Cependant à l'avant l’Alexandre, désormais isolé, est submergé par l'ensemble des vaisseaux ennemis. Progressivement rasé comme un ponton, en prise avec l'incendie, il est contraint d'amener son pavillon, peu après 11 heures.
Se redéployant à présent vers le reste de la flotte, les Anglais parviennent à isoler à son tour l’Impérial qui doit faire face à la succession de navires ennemis : l'HMS Atlas (98 canons) qui lâche deux bordées dans l'axe du grand vaisseau avant de s'en prendre au Diomède qui tente de garder le contact avec son amiral ; puis c'est au tour de l'HMS Canopus (qui n'est autre que l'ancien vaisseau de 80 français le Franklin capturé à Aboukir) d'ouvrir le feu, pendant que le HMS Northumberland, dévasté et en proie aux flammes, se retire du combat.
Mais la situation de l’Impérial devient critique. Sa mâture en grande partie abattue, son pont et ses batteries supérieures dévastés, pour échapper à la reddition qui semble inéluctable et aux tirs du HMS Northumberland, vers 11 heures trente Leissègues décide de jeter son navire à la côte avec ce qu'il lui reste de possibilité de gouverner son navire, vu l'état de sa voilure. À ce moment-là, le trois-ponts avait déjà perdu plus 150 hommes et 30 officiers ; il a reçu quelque 500 boulets ; mât d'artimon, grand mât et petit mât de hune sont coupés ; le feu a déjà pris à trois reprises, les batteries de 24 et de 18 sont hors-service, il y a vingt pieds d'eau dans la cale ; un boulet est resté dans l'étambot et empêche le jeu du gouvernail ; le capitaine, le second et six officiers sont blessés. Décidé à ne pas amener son pavillon, Leissègues profite d'un moment où le feu s'est éteint pour diriger l’Impérial sur la côte au moyen de la misaine, seul mât qui lui reste. Suivi par l'HMS Superb, harcelé par l'HMS Canopus, l’Impérial s'échoue peu avant midi sur la barrière de corail, à dix lieues environ à l'est de Santo Domingo. Il est suivi de près par le Diomède, lui-même poursuivi par l'HMS Atlas et l'HMS Spencer.

## La fin: un bûcher sur la plage

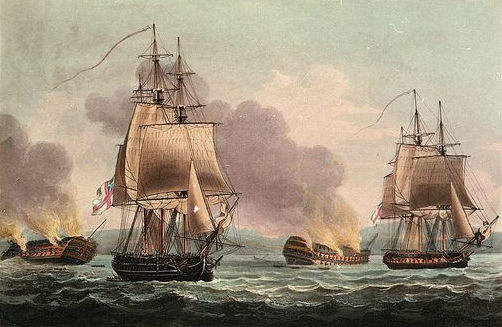
8 février 1806, sous la menace des anglais, l'Impérial et le Diomède sont incendiés, par Thomas Whitcombe

Sous la menace des vaisseaux britanniques, eux-mêmes très éprouvés, mais retenus à quelques miles par la menace des hauts-fonds, l'Impérial et le Diomède se sont tous deux échoués entre Nizao et le cap Catalan, les flancs touchant presque la plage mais la coque retenue et endommagée par les récifs. Après avoir lui-même débarqué avec son état-major, emportant avec lui son aigle et son pavillon, Leissègues fait évacuer les navires. Ces opérations se poursuivent sans interruption jusqu'au 8 janvier. À cette date Duckworth dépêche deux frégates, les HMS Acasta (frégate de 18) et HMS Magicienne (frégate de 12), afin de prendre le contrôle des épaves. Les derniers membres d'équipage restants sont faits prisonniers et emmenés ; le feu est mis aux navires. On ne sait pas qui des Britanniques ou des Français a décidé de l'incendie.
C'est ainsi que, sans avoir amené son pavillon, de la même manière que le Soleil Royal en 1692, disparait un des fleurons de la flotte impériale.

## Sources